# Рокленд (Массачусетс)
Рокленд (англ. Rockland) — місто (англ. town) в США, в окрузі Плімут штату Массачусетс. Населення — 17 803 особи (2020).

## Демографія
Згідно з переписом 2010 року, у місті мешкало 17 489 осіб у 6697 домогосподарствах у складі 4470 родин. Було 7051 помешкання
Расовий склад населення:
| - 92,0 % — білих - 2,6 % — чорних або афроамериканців - 1,1 % — азіатів - 0,2 % — корінних американців - 2,2 % — осіб інших рас |

До двох чи більше рас належало 1,9 %. Частка іспаномовних становила 2,0 % від усіх жителів.
За віковим діапазоном населення розподілялося таким чином: 22,6 % — особи молодші 18 років, 63,7 % — особи у віці 18—64 років, 13,7 % — особи у віці 65 років та старші. Медіана віку мешканця становила 40,2 року. На 100 осіб жіночої статі у місті припадало 91,5 чоловіків;  на 100 жінок у віці від 18 років та старших — 88,0 чоловіків також старших 18 років.
Середній дохід на одне домашнє господарство  становив 90 020 доларів США (медіана — 77 573), а середній дохід на одну сім'ю — 102 823 долари (медіана — 87 453). Медіана доходів становила 59 832 долари для чоловіків та 50 670 доларів для жінок. За межею бідності перебувало 6,3 % осіб, у тому числі 5,0 % дітей у віці до 18 років та 8,5 % осіб у віці 65 років та старших.
Цивільне працевлаштоване населення становило 10 059 осіб. Основні галузі зайнятості: освіта, охорона здоров'я та соціальна допомога — 23,1 %, науковці, спеціалісти, менеджери — 11,5 %, роздрібна торгівля — 11,3 %.